# Bodi zvezda
Bodi zvezda je prvi studijski album slovenske pop skupine Bepop, izdan leta 2002 in je eden najbolj prodajanih glasbenih albumov v zgodovini slovenske glasbe. V zasedbi Alenka Husič, Nejc Erazem, Tinkara Zorec, Simon Meglič in Ana Praznik.

## Seznam pesmi
| Št. | Naslov                            | Pisec        | Besedilo            | Dolžina |
| --- | --------------------------------- | ------------ | ------------------- | ------- |
| 1.  | „Odpelji me‟                      | Z. Tomac     | P Pogelšek          | 3:59    |
| 2.  | „Bodi zvezda‟                     | A. Čadež     | I. Mazul            | 3:22    |
| 3.  | „Moje sonce‟                      | Z. Tomac     | P. Pogelšek         | 3:48    |
| 4.  | „Ljubi me‟                        | M. Štibernik | S. Meglič, I. Mazul | 3:12    |
| 5.  | „Zdaj, ko si tu‟                  | A. Čadež     | I. Mazul            | 3:34    |
| 6.  | „Lahko ti priznam‟                | F. Nova      | F. nova             | 3:43    |
| 7.  | „Sprosti se‟                      | A. Čadež     | I. Mazul            | 3:44    |
| 8.  | „DJ! Hočem še!‟                   | M. Štibernik | I. Mazul            | 4:00    |
| 9.  | „Angeli s teboj‟                  | F. Nova      | F. Nova             | 3:23    |
| 10. | „Lahko ti priznam (Loop verzija)‟ | F. Nova      | F. Nova             | 3:43    |